# 8789 Effertz
8789 Effertz este o planetă minoră (asteroid), cu un diametru de 8,487 km, din centura de asteroizi. A fost descoperită pe 7 noiembrie 1978 la Observatorul Palomar de Eleanor F. Helin. 
Obiectul prezintă o orbită caracterizată de o semiaxă mare de 3,0781375 UAi, o excentricitate de 0,22, o înclinație de 1,05471 ° în raport cu ecliptica.